# Ireland Tournament 1976
Das Benson & Hedges Ireland Tournament 1976 war ein Snooker-Einladungsturnier im Rahmen der Saison 1975/76, das am 21. Februar 1976 im National Stadion der irischen Hauptstadt Dublin ausgetragen wurde. Sieger wurde Titelverteidiger John Spencer mit einem Finalsieg über Alex Higgins. Higgins’ nordirischem Landsmann Dennis Taylor gelang mit einem 115er-Break das höchste Break und zugleich das einzige Century Break des Turnieres.

## Preisgeld
Wie schon im Vorjahr engagierte sich die Zigarettenmarke Benson & Hedges als Promoter und Sponsor des Turnieres. Insgesamt wurden 1.300 Pfund Sterling als Preisgeld ausgeschüttet, die fast zur Hälfte an den Sieger gingen.
|                | Preisgeld |
| -------------- | --------- |
| Sieger         | 600 £     |
| Finalist       | 300 £     |
| Platz 3        | 200 £     |
| Platz 4        | 100 £     |
| Höchstes Break | 100 £     |
| Insgesamt      | 1.300 £   |

## Turnierverlauf
Nachdem das Turnier im Vorjahr als Exhibition zwischen John Spencer und Alex Higgins ausgetragen worden war, wurden nun neben Spencer und Higgins zwei weitere Spieler eingeladen, namentlich Graham Miles und Dennis Taylor. Die vier Spieler spielten im K.-o.-System mit einem Spiel um Platz 3 den Turniersieger aus. Das Halbfinale und das Spiel um Platz 3 fanden im Modus Best of 7 Frames statt, das Endspiel im Modus Best of 9 Frames.

|  | Halbfinale Best of 7 Frames       | Halbfinale Best of 7 Frames |               |   | Finale Best of 9 Frames | Finale Best of 9 Frames |
|  |                                   |                             |               |   |                         |                         |
|  | John Spencer                      | 4                           |               |   |                         |                         |
|  | Graham Miles                      | 2                           |               |   |                         |                         |
|  |                                   |                             |               |   |                         |                         |
|  |                                   |                             |               |   |                         |                         |
|  | John Spencer                      | 5                           |               |   |                         |                         |
|  |                                   | Alex Higgins                | 0             |   |                         |                         |
|  |                                   |                             |               |   |                         |                         |
|  | Spiel um Platz 3 Best of 7 Frames |                             |               |   |                         |                         |
|  |                                   |                             | Graham Miles  | 4 |                         |                         |
|  | Alex Higgins                      | 4                           | Dennis Taylor | 1 |                         |                         |
|  | Dennis Taylor                     | 1                           |               |   |                         |                         |

### Finale
Im Endspiel kam es zu einer Neuauflage des Vorjahresfinales, nachdem sowohl Spencer als auch Higgins ihre Halbfinalgegner deutlich besiegt hatten, Higgins sogar noch deutlich als Spencer. Spencers Halbfinalgegner Graham Miles gewann schließlich ebenfalls deutlich auch das Spiel um Platz 3. Das Endspiel wurde ebenfalls eine klare Angelegenheit, denn Higgins fand nie wirklich in die Partie: Spencer gewann alle fünf erforderlichen Frames hintereinander und damit das Endspiel mit 5:0.
| Finale: Best of 9 Frames National Stadium, Dublin, Irland, 21. Februar 1976 |                |              |
| John Spencer                                                                | 5:0            | Alex Higgins |
| 79:36, 75:52, 86:28, 70:40 (66), 71:55 (S. 52)                              |                |              |
| 66                                                                          | Höchstes Break | –            |
| –                                                                           | Century-Breaks | –            |
| 2                                                                           | 50+-Breaks     | –            |